# Jul, jul, strålande jul
Jul, jul, strålande jul – skandynawska kolęda z tekstem autorstwa Edwarda Eversa i muzyką napisaną przez Gustafa Nordqvista. Została opublikowana w 1921 roku.
Piosenka stała się motywem wielu interpretacji w Szwecji i innych krajach skandynawskich a także wśród wykonawców międzynarodowych –  wokalistów, chóry i orkiestry.
Po raz pierwszy piosenka została opublikowana przez wydawcę muzycznego Abrahama Lundqvista i stała się jedną z najbardziej popularnych kolęd w Szwecji w ciągu całego XX wieku. 
Tekst opisuje białe, pełne śniegu Boże Narodzenie i niesie świąteczne błogosławieństwo z życzeniami, by przyniosło światło i spokój. Pierwszy znany zapis dźwiękowy utworu pochodzi ze Szwecji z 1924 r. w wykonaniu Strandbergs kvartett na stronie B płyty Hosianna.
Istnieją wersje kolędy Jul, jul, strålande jul napisane dla głosu solowego lub głosu z akompaniamentem organów lub fortepianu a także w wersji na chór a cappella.
Kolęda została przetłumaczona przez Normana Luboffa na język angielski pod tytułem "Wonderful Peace".

## Tekst
- wersja szwedzka

Jul, Jul, strålande jul,  glans över vita skogar, 

Himmelens kronor med gnistrande ljus, 

Glimande bågar i alla Guds hus, 

Psalm, som är sjungen från tid till tid, 

Eviga längtan till ljus och frid! 

Jul, Jul, strålande jul, glans över vita skogar! 

 
Kom, kom, signade jul!  Sänk dina vita vingar 

Över stridernas blod och larm, 

Över all suckan ur människobarm, 

Över de släkten som gå till ro, 

Över de ungas dagande bo! 

Kom, kom, signa de jul!  Sänk dina vita vingar.
- wersja angielska

Peace, peace, wonderful peace, 

Peace to the world is given. 

Hushed are the angels, so still is the night. 

Then in the East shone a heavenly LIGHT. 

Join in the chorus, His praises sing! 

Glory to God, to the newly born King! 

Peace, peace, wonderful peace, 

Peace to the world is given!
Peace, peace, bearer of peace, 
All of good will receive him. 
Holiest of nights, O most wond'rous of days; 
Shepherds and kings lift their voices in praise. 
Join in the chorus, His praises sing! 
Glory to God to the newly born King! 
Peace, peace, wonderful peace, 
Peace to the world is given!